# ガニヘス
ガニヘス(GangnihessouあるいはGanye Hessou)は西アフリカ、ダホメ王国の12人の王のうち初代の王である。
伝承によれば、ガニヘスは、モロ川河畔のタドから出た16世紀のある王家の出身である。タドは現在トーゴ領内にある。この王家はのちにアラダへ移り、そこで大アルドラ王国の王となった。ガニヘスは4人兄弟のひとりだった。兄弟のひとりは大アルドラ王国の王であり、その死後王国は3人の兄弟により分割された。これによって、大アルドラ王国・小アルドラ王国・ダホメ王国が生じた。ただし当時のダホメ王国の領域はアボメイ高原より大きなものではなかった。
ガニヘスは1620年頃に統治していたとされている。王国の中を旅行していたときに、弟のダコドヌによって退位させられたと仮定されている。彼のシンボルはオスのガニヘス鳥、太鼓、狩猟用の投げ槍であった。
彼が実際に王として統治をしたかどうかははっきりしていないが、彼の弟であるダコドヌが王として統治していたことは確認されている。あるいはダコドヌが最初の王であり、ガニヘスは重要な指導者として、弟を通じて強い影響力を持っていたとも考えられる。しかしながらその時代にタコドヌが王と考えられていたことは明らかである。
もし伝承にできる限り忠実に従うならば、兄弟の数は4人である。ガニヘスが実際には、三つの国全体の王である大アルドラの王とされる兄と同一人物であったことを示している。また、この役割を彼に充てている伝承群も実際に存在する。それらの伝承においては、ダグバグリゲヌがダホメを得た兄弟であり、ダコドヌーはダグバグリゲヌの息子とされている。